# IBM Canada
IBM Canada ist die kanadische Niederlassung von IBM, die zweitgrößte außerhalb der USA. Die Hauptniederlassung befindet sich in Markham, Ontario, bei Toronto. Das Unternehmen besteht seit 1917 und beschäftigt insgesamt 20.000 Mitarbeiter. IBM Canada unterhält Entwicklungsstandorte für Software in sieben kanadischen Städten: Markham, London, Ottawa, Montreal, Edmonton, Vancouver und Victoria. Zusammen bilden sie das IBM Canada Lab und sind die größte Software-Entwicklungsorganisation des Konzerns außerhalb der USA. Darüber hinaus befindet sich der größte IBM-Standort für Packaging und Test von Computerchips in Bromont.

## Einzelnachweis
1. ↑  About IBM – Canada, IBM. Abgerufen am 5. Dezember 2012.